# نبات
نبات نوعی قند است که از نیشکر به‌دست می‌آید. نبات، نسل قدیم آبنبات های امروزی است. یکی از پرمصرف‌ترین انواع نبات، نبات چوبی و نبات شاخه است. اغلب از شاخه نبات برای تزیین سفره‌های عقد و هفت سین و از نبات چوب دار برای شیرین کردن چای و نوشیدنی‌های گیاهی استفاده می‌شود.

## ساختار
ماده اولیه در شکر، قند و نبات یکسان است ولی کریستال‌هایی که در نبات ایجاد می‌شود از نظر وضعیت فیزیکی و نوع کریستال‌های‌شان با قند و شکر متفاوت است ولی پس از حل شدن در آب هیچ تفاوتی بین آن ها وجود ندارد. تنها تفاوت ممکن افزودنی هایی نظیر زعفران یا سایر طعم دهنده ها است. تصور غلط رایج در مورد تفاوت های بین قند شکر و نبات عمدتا جنبه تبلیغی و خرافی دارد. مثلا در برخی متون اشاره شده است که تفاوت نبات با قند و شکر مثل تفاوت یخ با آب و بخار آن است. واضح است در شرایط یکسان اینها با هم یکی هستند. مثلا یخ در بیست درجه سانتیگراد به آب تبدیل میشود و همان آب است. کریستال های نبات پس از انحلال در آب از بین میروند و خاصیتی از آن انتظار نمی رود. از نظر تجربی هم ثابت نشده که مصرف نبات در بهبود برخی علایم واقعاً با شکر و قند متفاوت است و حالت تلقینی ندارد.
نبات به همراه پولکی  یکی از سوغات های اصلی استان اصفهان می باشد

## نبات؛ سوغات شهرکرد
با بهره‌برداری از بزرگ‌ترین کارخانه پولکی و نبات کشور در شهرکرد، سالانه ۸۰۰ تن به تولید پولکی و نبات این استان افزوده شد. هم‌اکنون سالانه ۸ هزار و ۸۰۰ تن پولکی و نبات در چهارمحال و بختیاری تولید می‌شود که این میزان تولید، سالانه بیش از ۲۳۰ میلیارد ریال گردش مالی دارد.
سالانه ۲ هزار و ۴۰۰ تن از محصولات پولکی و نبات چهارمحال و بختیاری به کشورهای تاجیکستان، کویت و امارات متحده عربی صادر می‌شود که این مقدار صادرات، ۴ میلیون و ۸۰۰ هزار دلار درآمد ارزی برای استان دارد.
برای ساخت بزرگ‌ترین کارگاه تولید پولکی و نبات غرب کشور با هزار و ۲۰۰ متر مربع زیربنا، ۸ میلیارد ریال از محل بخش خصوصی سرمایه‌گذاری شده‌است. حذف استفاده از شعله مستقیم و جایگزینی بخارپز از مزایای صنعتی کردن کارگاه‌های پولکی و نبات استان است. هم‌اکنون ۶۰۰نفر در دو کارگاه صنعتی و ۱۴۰ کارگاه سنتی پولکی و نبات در چهارمحال و بختیاری مشغول فعالیت‌اند و سالانه ۳هزار و ۶۰۰ تن از تولیدات پولکی و نبات استان چهارمحال و بختیاری به ۱۵ استان کشور ارسال می‌شود.

## طرز تهیه
برای تهیه آن ابتدا شکر را در آب جوش حل می‌کنند تا محلول فوق‌اشباع درست شود. سپس نخی در آب آویزان کرده و می‌گذراند تا خنک شود و بلور تشکیل شود.
نبات، نسل قدیم آبنبات‌های امروزی است. یکی از پرمصرف‌ترین انواع نبات، نبات چوبی و نبات شاخه است. اغلب از شاخه نبات برای تزیین سفره‌های عقد و هفت سین و از نبات چوب دار برای شیرین کردن چای و نوشیدنی‌های گیاهی استفاده می‌شود.افزون بر این، نوع جدیدی از نبات‌های طعم‌دار با عنوان نبات دمنوشی تولید می‌شود که در فرآیند آن از عصاره یا پودر گیاهان دارویی مانند بابونه، نعناع و زنجبیل استفاده می‌گردد. هدف از این کار، ترکیب خواص گیاهان با شیرینی نبات است.

## نبات میوه ای
نبات میوهای در واقع میوه یا دمنوش است که توسط نبات کاور شده‌است. این نبات‌ها به شیوه ای متفاوت از نباتهای معمول تهیه و تولید می‌شوند
نبات میوه ای و گیاهی را هم میتوان همراه چای به عنوان طعم دهنده چای و هم به عنوان شیرین کننده چای استفاده کرد. علاوه بر این میتوان نباتهای میوه ای را به صورت کاملا مجزا فقط با آب جوش ترکیب و نوش جان کرد.

## نبات‌داغ
نبات‌داغ یعنی نباتی را در آب داغ حل کنند یا نباتی که در آب جوشان اندازند و برای درمان نفخ و دل‌درد به بیمار خورانند.

## نگارخانه

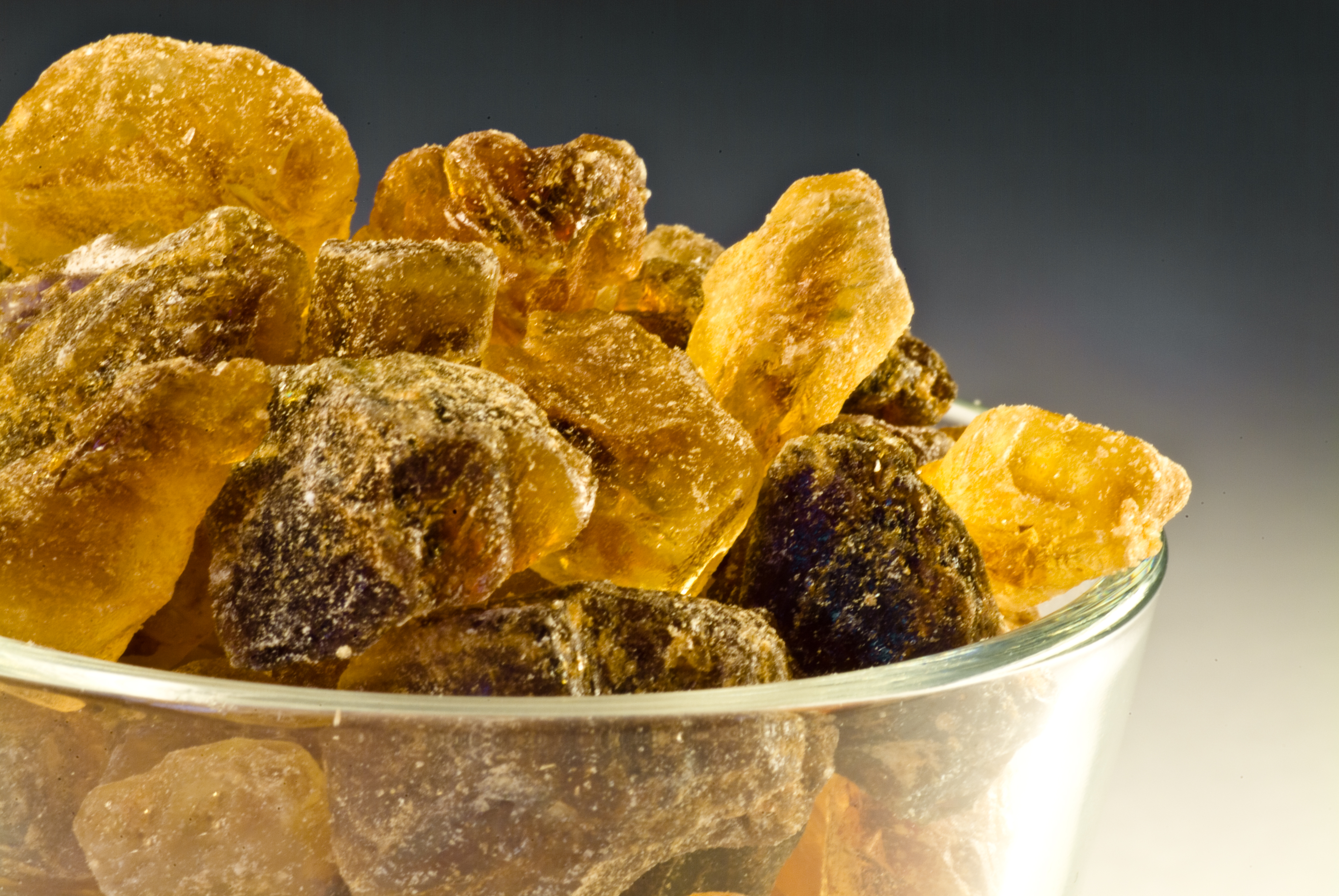
قند سنگی سنتی قهوه‌ای
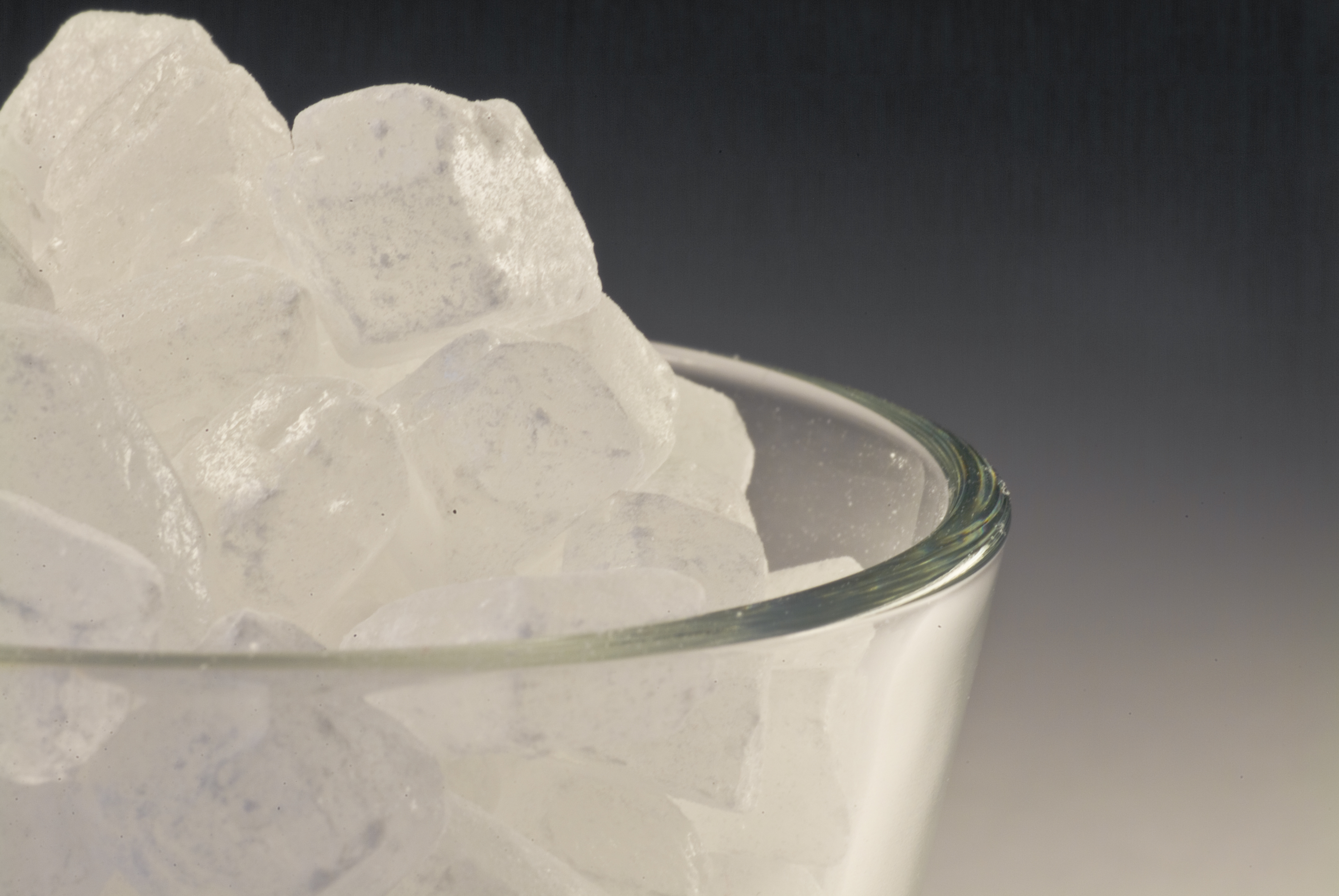
نبات سفید
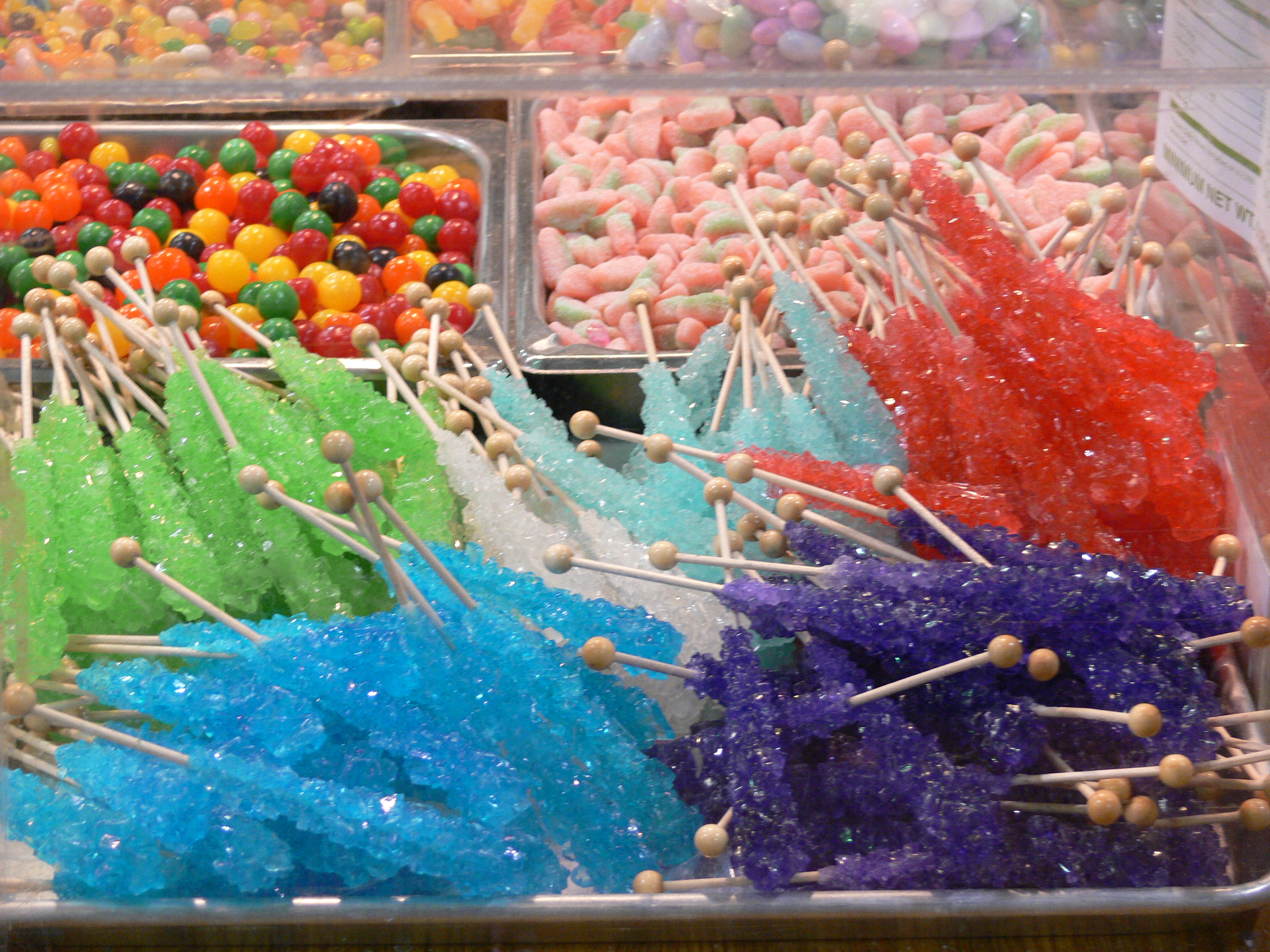
نبات در رنگ‌های مختلف
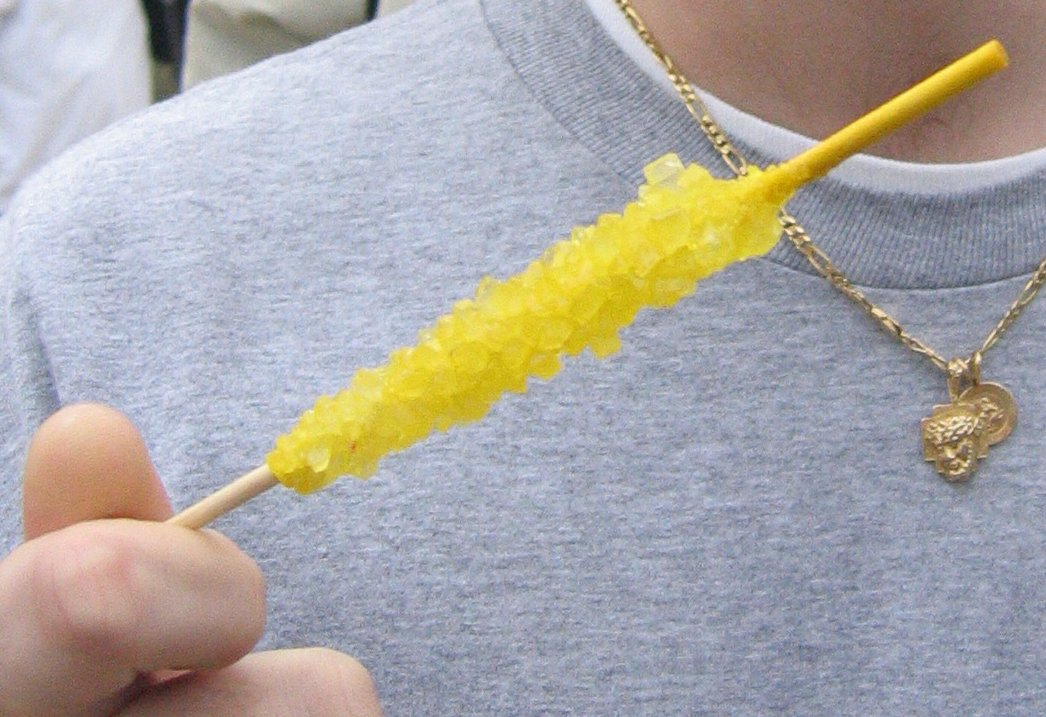
نبات زعفرانی
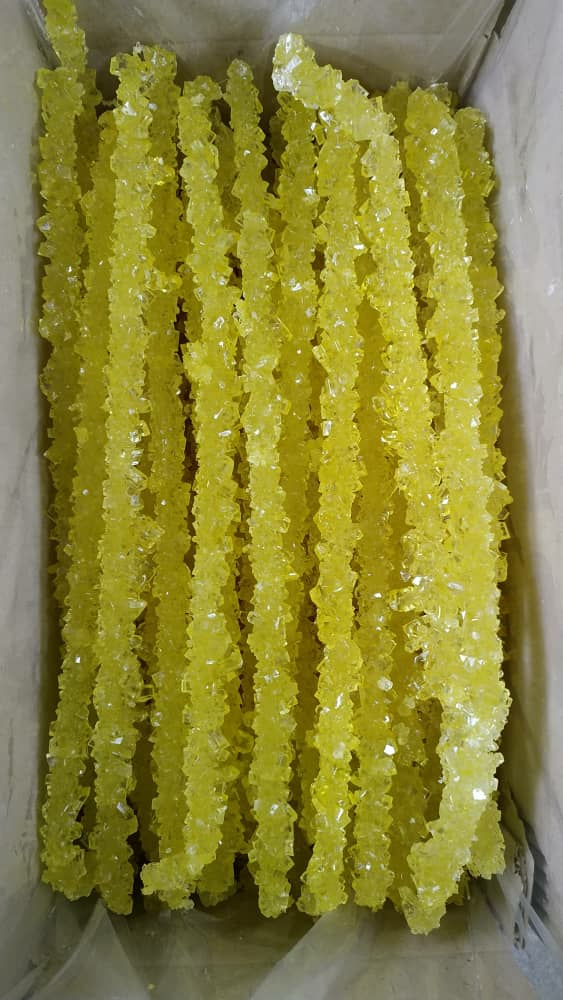
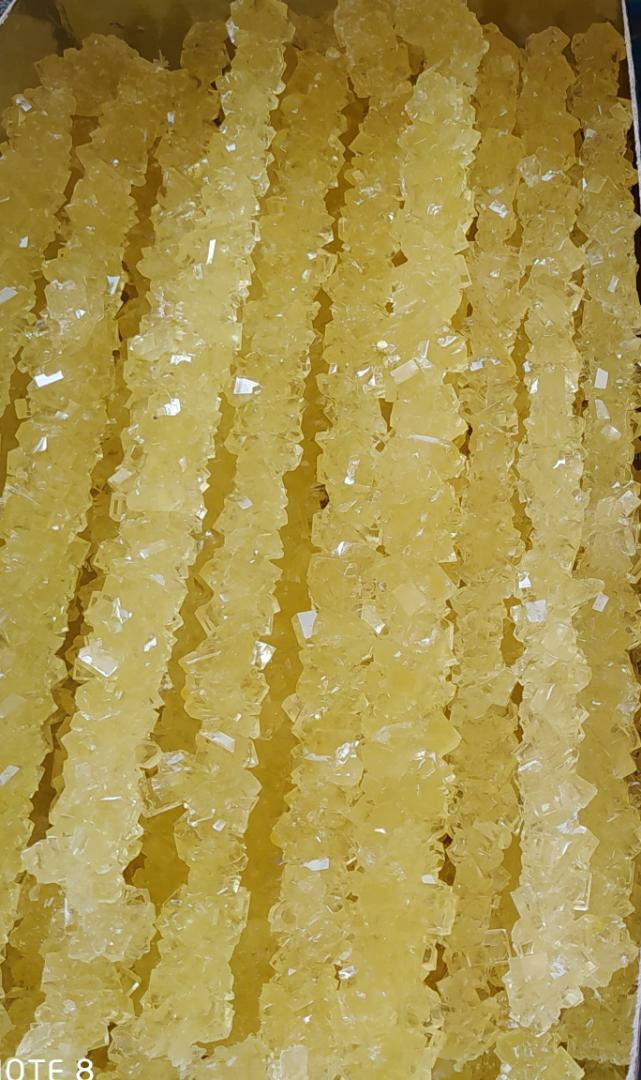
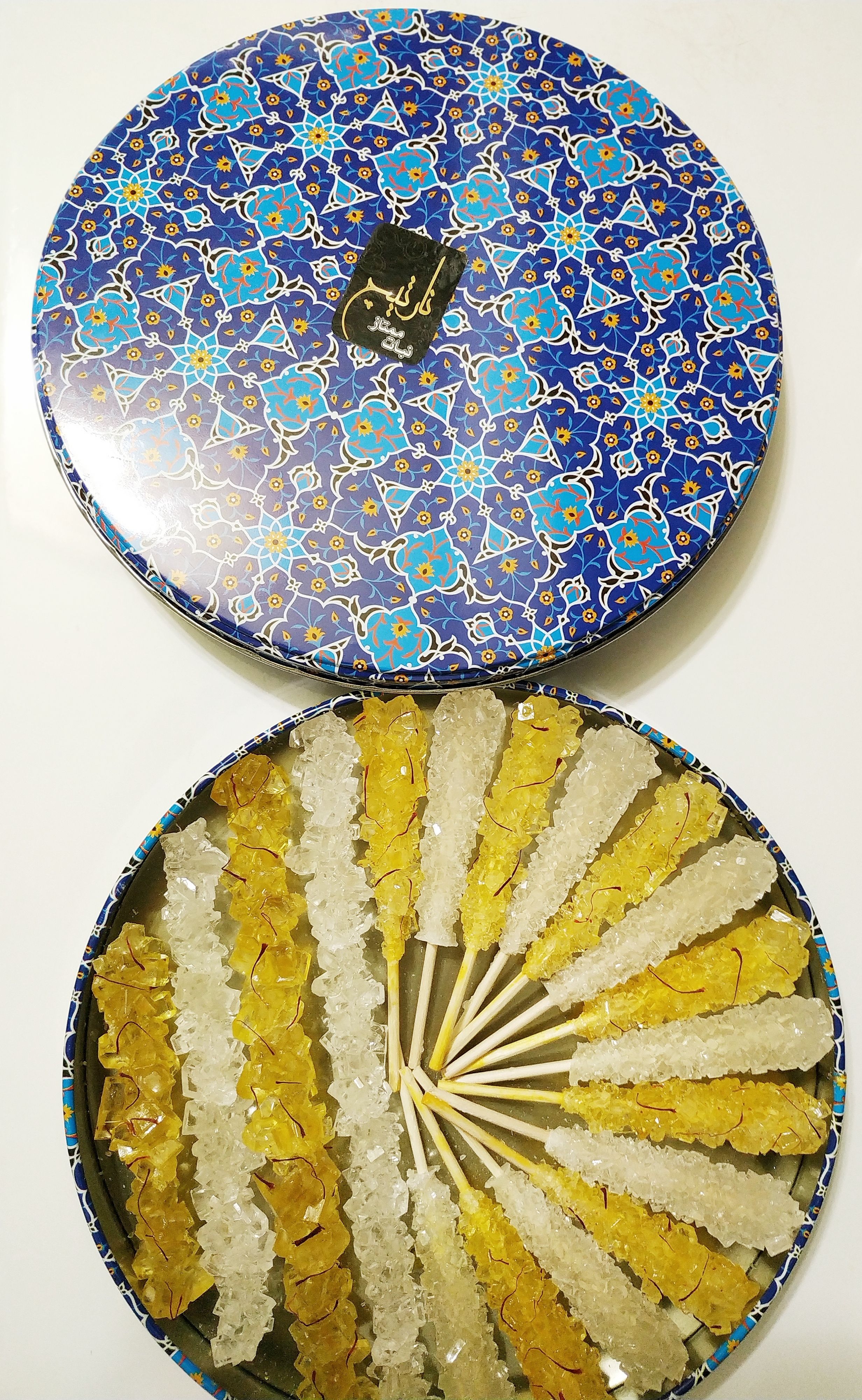
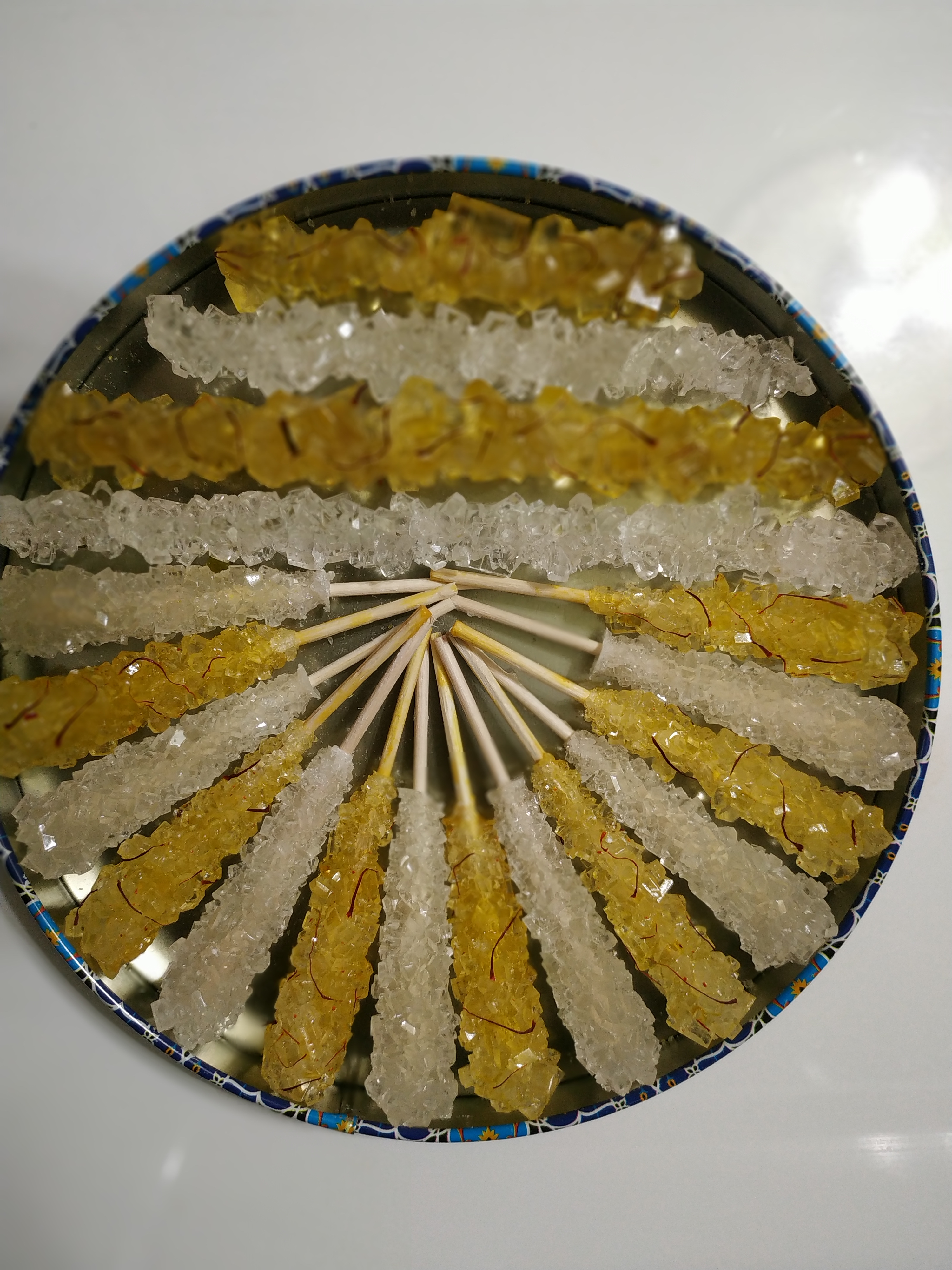
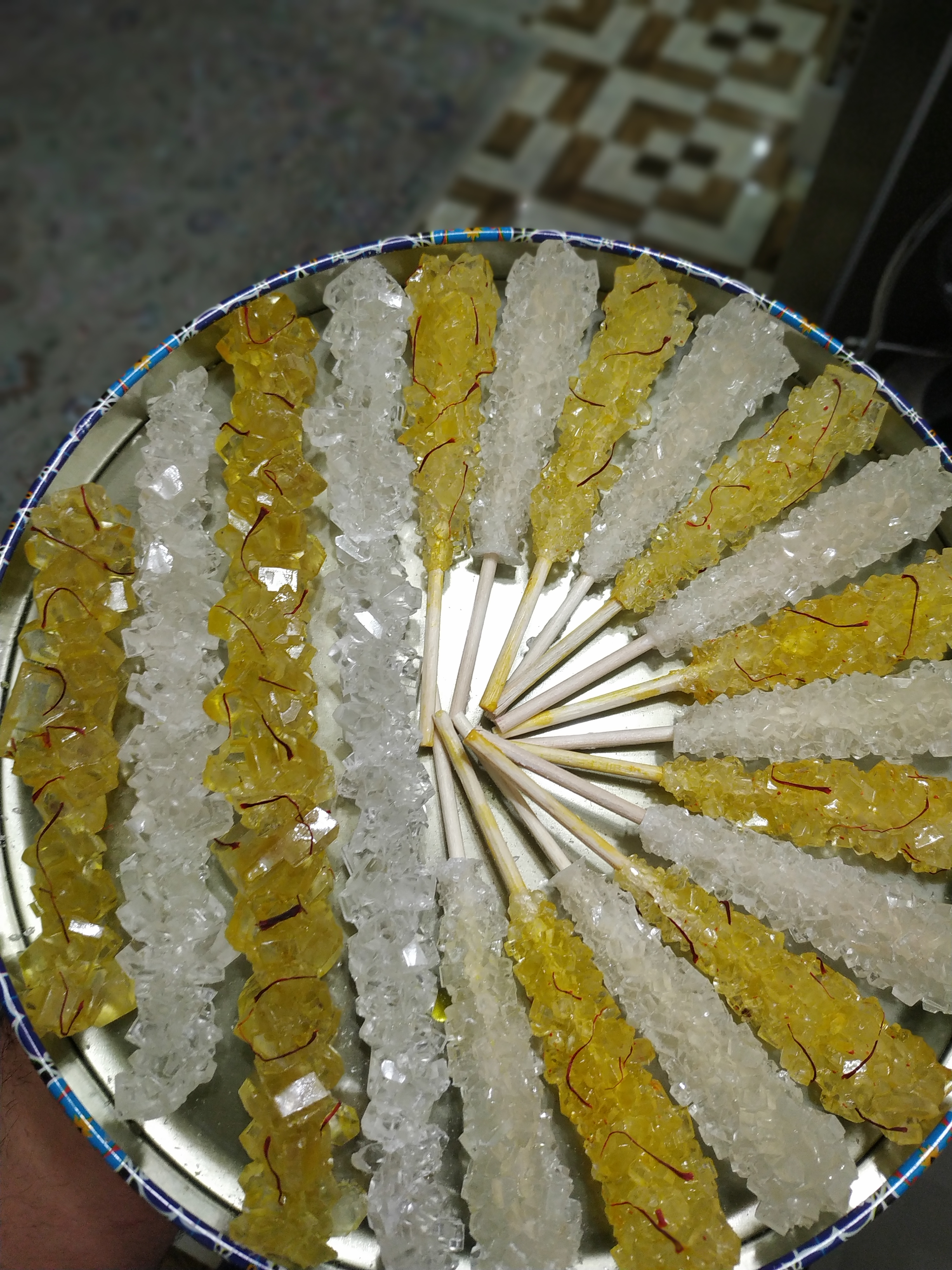
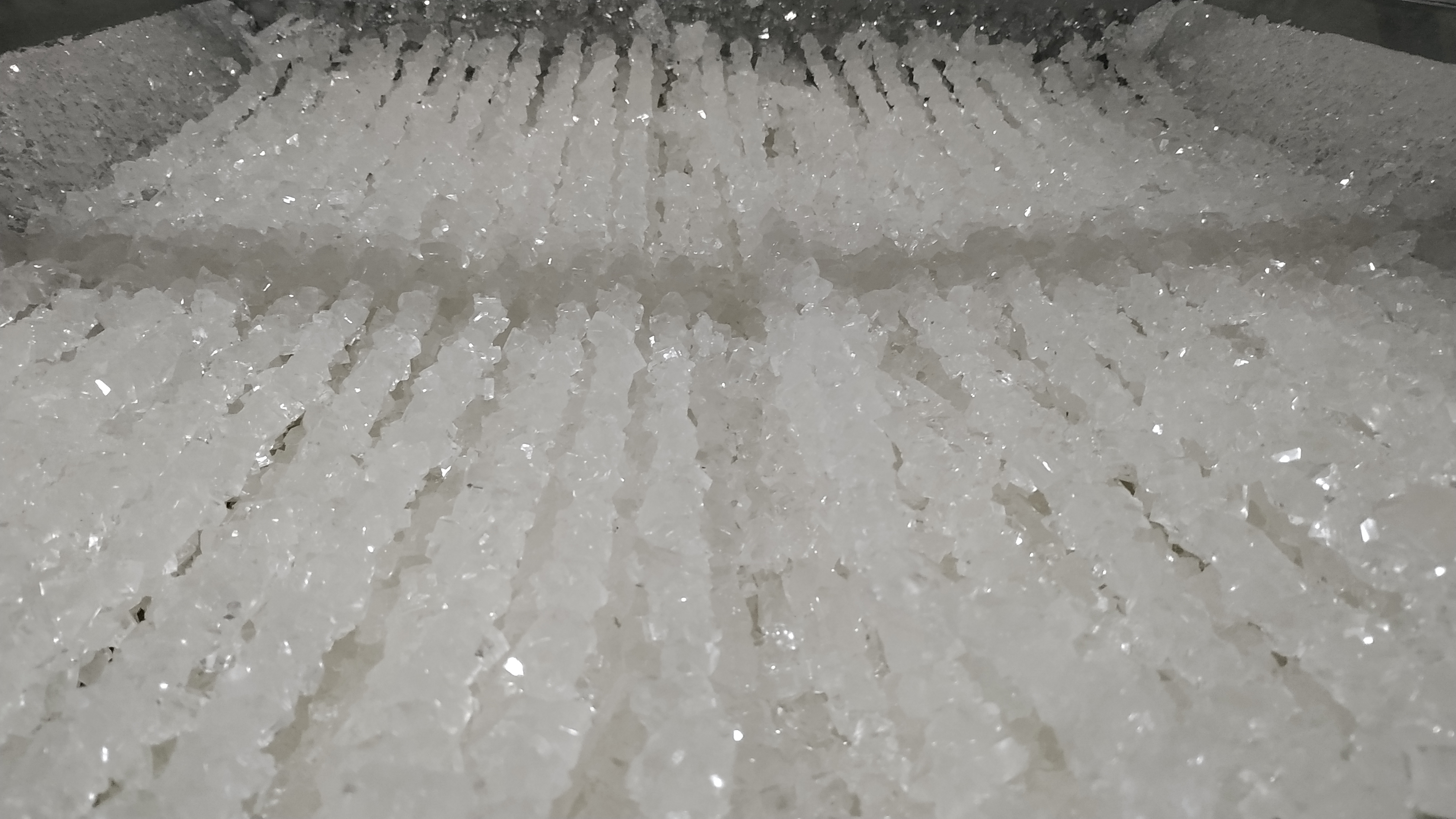
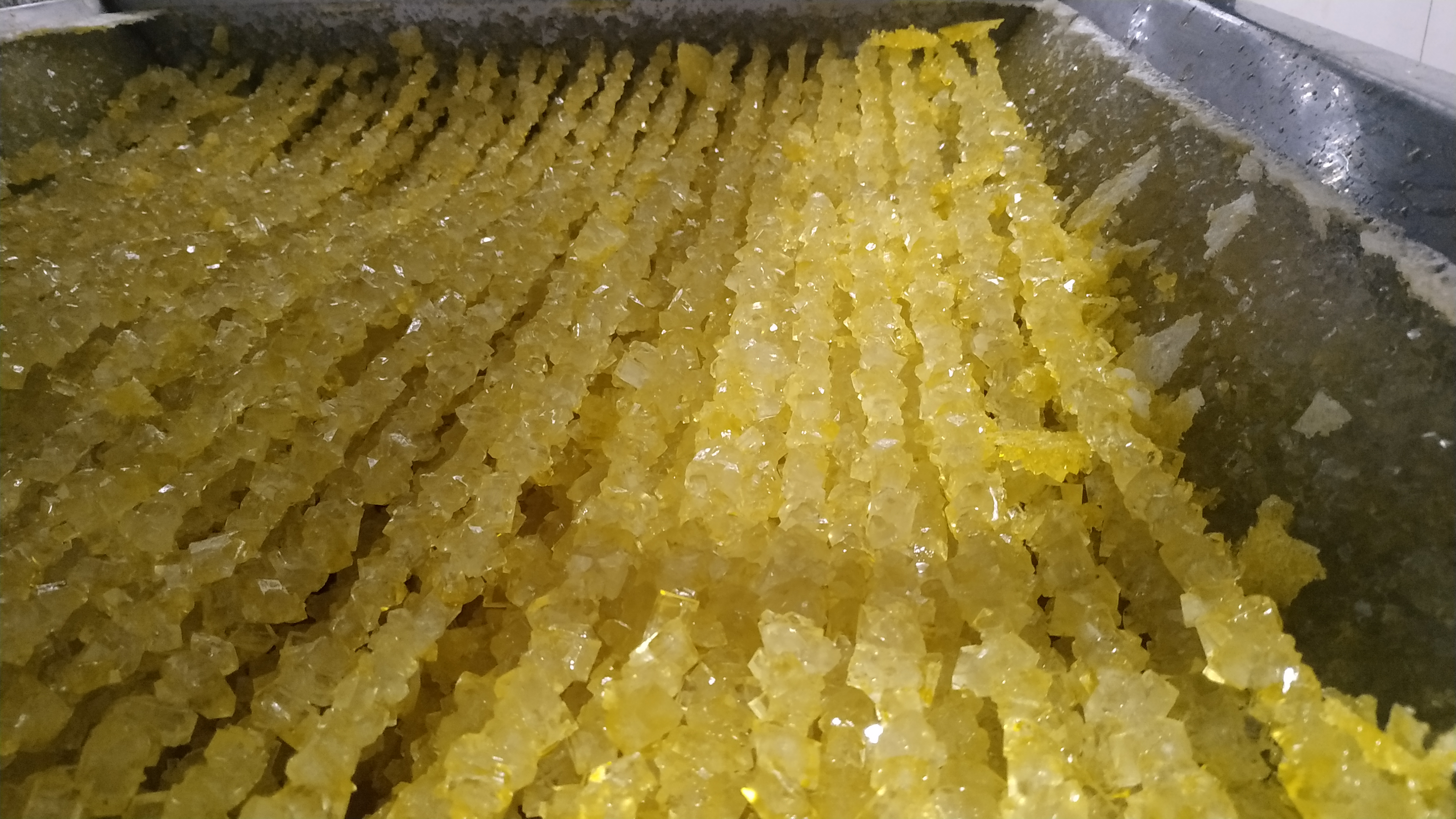
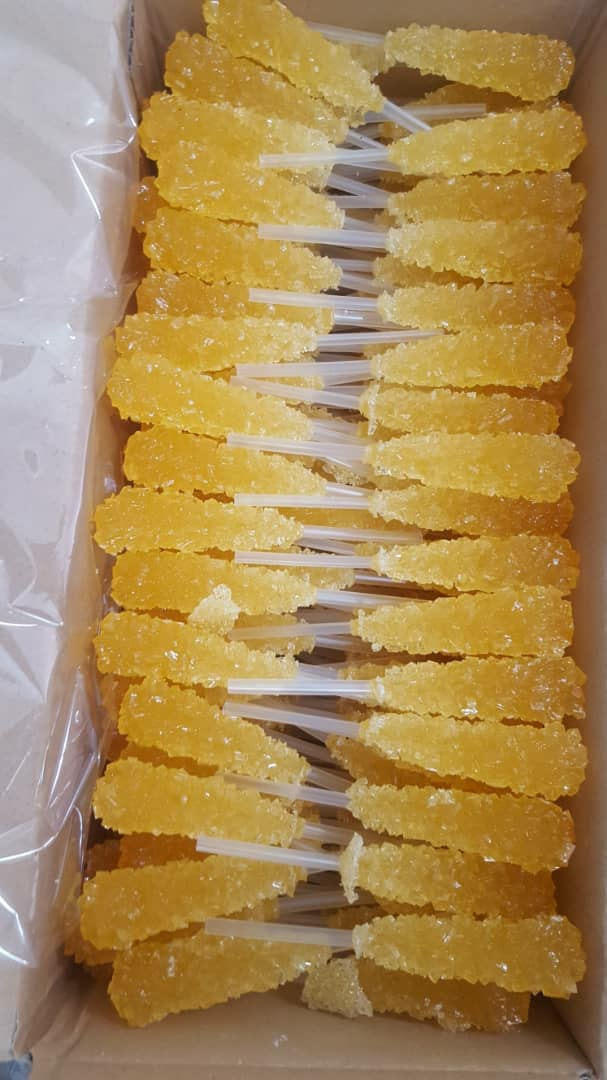
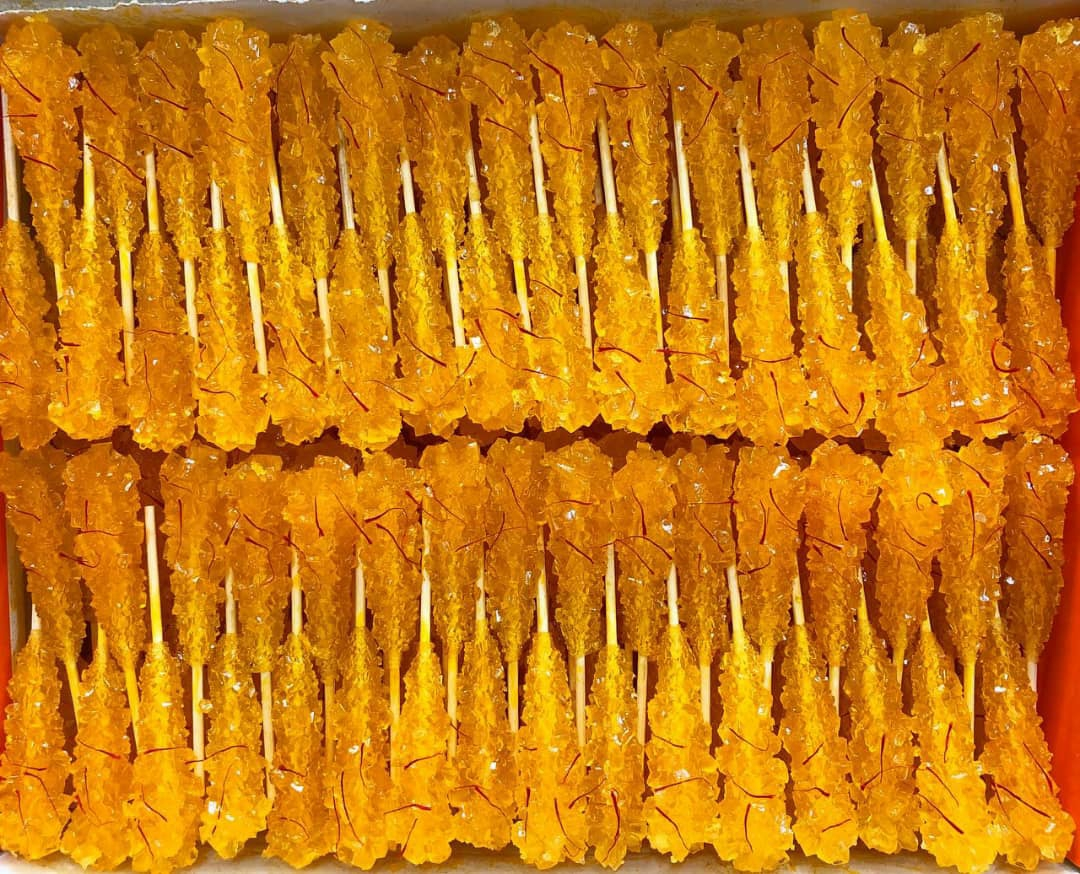
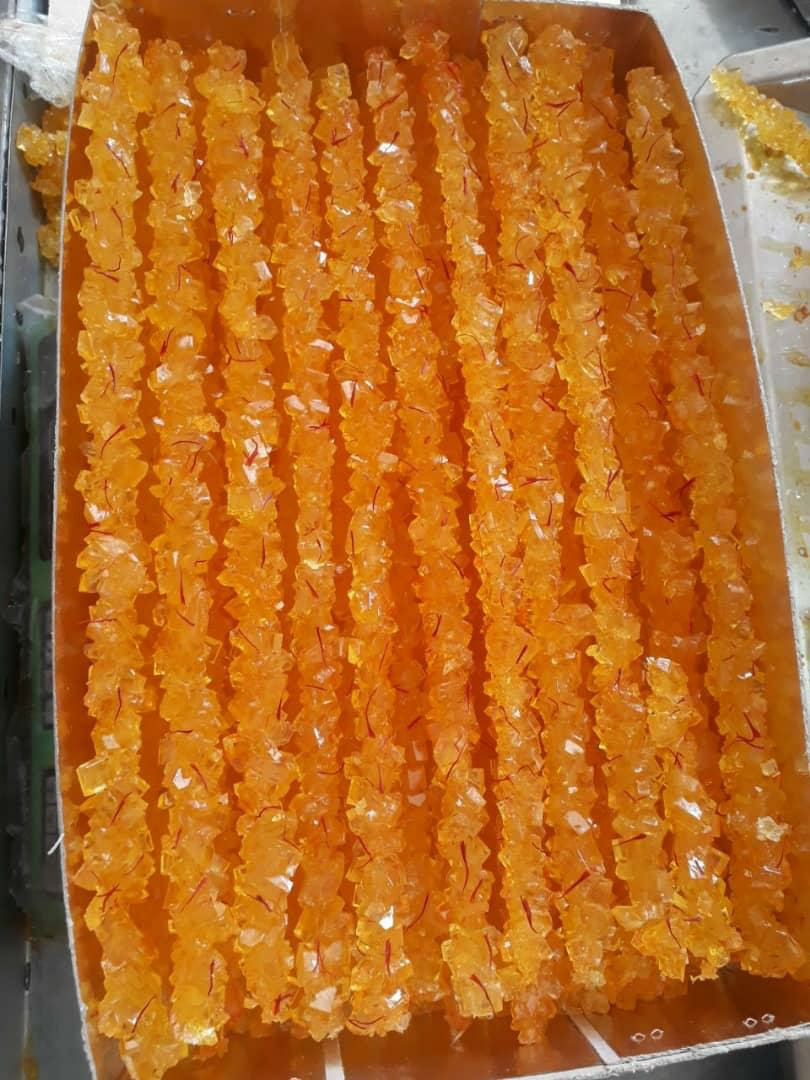